# Шимар Мур
Шимар Франклін Мур (англ. Shemar Franklin Moore; нар. 20 квітня 1970, Окленд, Каліфорнія, США) — американський актор. Відомий за ролями  Малькольма Вінтерса  в серіалі «Молоді та зухвалі» в період з 1994-го по 2002-й, а також спеціального агента ФБР  Дерека Моргана  в телесеріалі «Криміналісти: мислити як злочинець».

## Біографія
Шимар народився 20 квітня 1970 року в Окленді Каліфорнія, в родині бізнес-консультанта Мерелін Вілсон та Шерода Мура. Батько Шимара Мура — афроамериканець, мати — змішаного ірландського та франко-канадського походження. Його мати мала ступінь з математики і працювала в Данії та Бахрейні. В 1977 році повертається і оселяється спершу у Чіко, а пізніше в Пало-Альто у Каліфорнії. Після закінчення Gunn High School в Пало-Альто, Мур вступає в Університет Санта-Клари. Починаючи з 1994 року, Шимар Мур протягом восьми років грав роль  Малькольма Вінтерса  в серіалі «Молоді та зухвалі». З 2005 року виконує одну з головних ролей в телесеріалі «Криміналісти: мислити як злочинець».